# Walter Gräff
Karl Peter Adalbert Walter Gräff (* 3. Mai 1876 in Kreuznach; † 11. Mai 1934 in München) war ein deutscher Kunsthistoriker.

## Leben
Walter Gräff, Sohn des Tabakfabrikanten Julius Gräff und seiner Ehefrau Amalie, geb. Engelmann, besuchte zunächst das Gymnasium in Kreuznach sowie die Gymnasien in Wetzlar und Weilburg, wo er Ostern 1895 das Abitur ablegte. Danach studierte er Jura in Heidelberg, Straßburg, Berlin, Bonn und Marburg. In Heidelberg wurde er 1895 im Corps Rhenania Heidelberg recipiert. Ab Herbst 1901 studierte er Kunstgeschichte in Berlin. Nach einem längeren Studienaufenthalt in Paris studierte er ab Ostern 1904 in Heidelberg und wurde dort 1906 bei Henry Thode promoviert. Er war 1908/09 wissenschaftlicher Hilfsarbeiter an der Staatlichen Graphischen Sammlung in München, 1909 wechselte er als wissenschaftlicher Hilfsarbeiter an die Alte Pinakothek, wo er 1911 zum Kustos und 1915 zum Konservator ernannt wurde. Unterbrochen wurde seine Tätigkeit 1914 bis 1918 durch den Militärdienst im Ersten Weltkrieg, 1920 erfolgte die Ernennung zum Hauptkonservator, 1925 erhielt er den Titel Professor. 1933 wurde er zum Honorarprofessor für praktische Gemälde- und Museumskunde an der Universität München ernannt, starb jedoch schon ein Jahr danach.
Er beschäftigte sich intensiv mit maltechnischen und restauratorischen Fragen. Auch war er einer der Pioniere der Anwendung von Röntgenaufnahmen zur Untersuchung von Gemälden. Er gehörte der Deutschen Gesellschaft für rationelle Malverfahren an und setzte spätestens ab 1916 für die Untersuchung von Gemälden die technische Fotografie ein. Er arbeitete eng mit der Versuchsanstalt und Auskunftsstelle für Maltechnik an der Technischen Hochschule München unter Alexander Eibner an der Ecke Luisen-/Gabelsbergerstraße zusammen. Er und Alexander Eibner trugen 1930 in Rom auf einer Fachkonferenz zur naturwissenschaftlichen Untersuchung und Konservierung von Kunstobjekten vor. Nach der Pensionierung Eibners verfasste er 1932 eine Denkschrift für eine „Untersuchungs- und Forschungsanstalt für Gemälde und andere Werke der bildenden Kunst“. Nach dem Tod beider wurde die Versuchsanstalt aufgelöst, daran knüpfte jedoch ab 1937 das Doerner Institut an. Ebenso war er für die Einrichtung der Zweiggalerie der bayerischen Staatsgemäldesammlungen in Speyer und der Benzino-Galerie in Kaiserslautern zuständig.
Er war seit 1924 verheiratet mit Hanna (Johanna Charlotte Edda), geb. Weidemann.

## Veröffentlichungen (Auswahl)
- Die Einführung der Lithographie in Frankreich. Rössler, Heidelberg 1906 (Dissertation mit Lebenslauf, Digitalisat).
- Katalog der Staatsgemäldesammlung in Speyer. Bruckmann, München 1928.